# Ворзель
Во́рзель — селище в Україні, у Бучанській міській громаді Бучанського району Київської області.

## Історія

### До XX століття

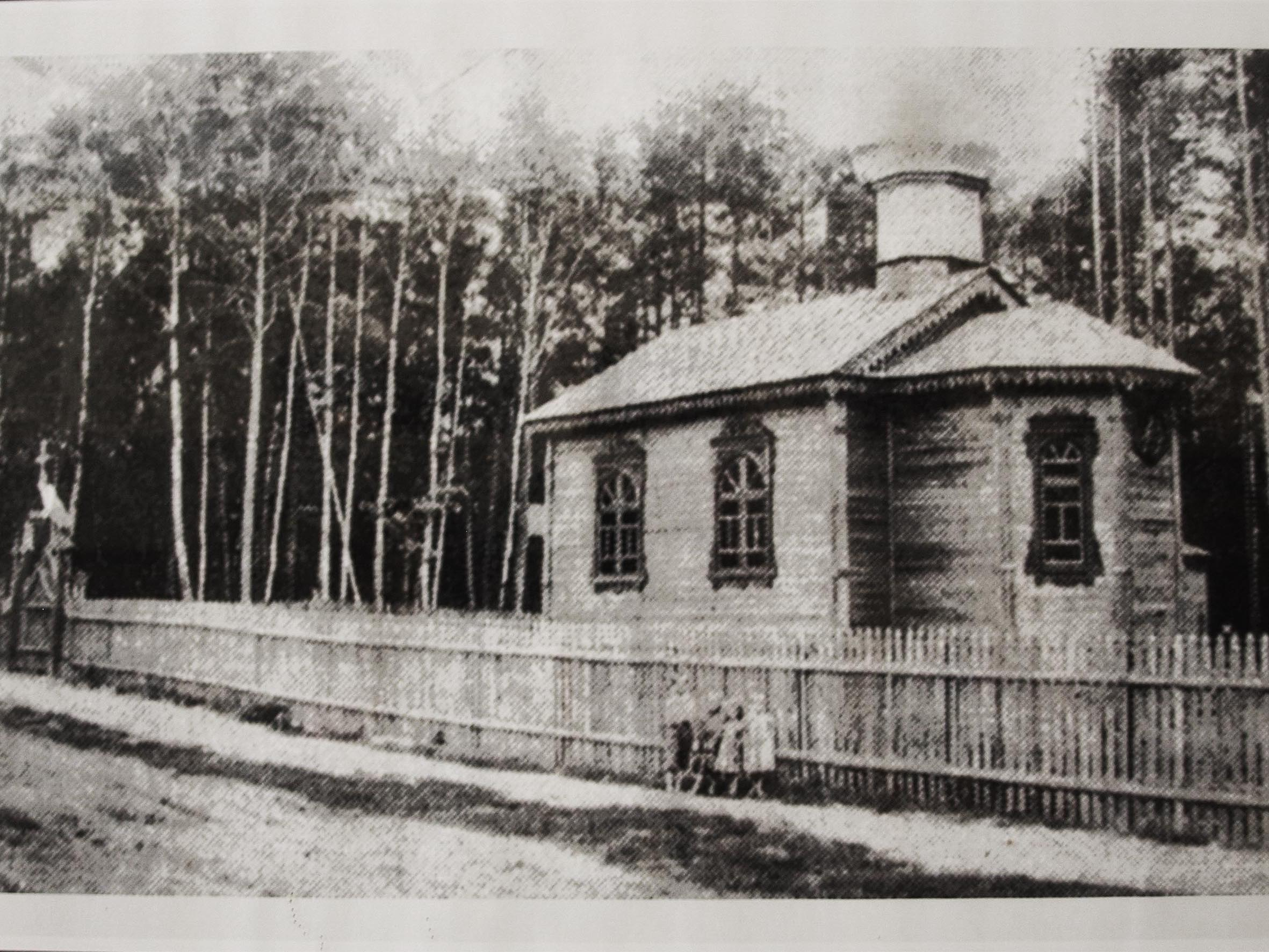
Церква, зруйнована більшовиками

Раніше землі нинішнього Ворзеля належали Гостомелю. У 1618 році населення сіл і містечок, розташованих поблизу Гостомеля, увійшло у створену тоді козацьку сотню і проголосило себе частиною Запорозького війська. Згодом ця сотня увійшла до Київського козацького полку.
Наприкінці XVII століття Гостомельські землі, в тому числі і територія сучасного Ворзеля, належали фастівському полковнику Семену Палію. У XVIII столітті річкою Ірпінь пролягав кордон між Московським царством та Річчю Посполитою, встановлений після укладення між цими державами 26 квітня 1686 року «Вічного миру». Лівобережжя Ірпеня, де розташований сучасний Ворзель, тоді відійшло до Польщі.
На той час на території сучасних Ворзеля, Бучі, Гостомеля та Ірпеня було неспокійно. По обидва боки кордону розташувалися польські та московські прикордонні форпости. Прикордонний край був переповнений контрабандистами, які потай провозили через кордон у Київ угорське вино і французьку горілку. Місцеві жителі надавали притулок контрабандистам і гайдамакам, іноді навіть брали участь у походах гайдамак і поділі здобичі. Тут також діяли численні дрібні гайдамацькі загони під керівництвом Гапона Кощієнка, Бородавки, старообрядця Харитона Коняхіна, Грицька Ступака.

### XX—XXI століття
На початку XX століття поблизу села Михайлівка (нині — Михайлівка-Рубежівка) на 37 км залізничної лінії Київ — Ковель за ініціативою місцевого поміщика Йосипа Пеховського почалося будівництво дачного селища. За переказами, аби залізниця проходила повз їхній ліс, Йосип Пеховський із сусідами навіть дали хабар високопосадовцю з Міністерства шляхів сполучень. Ліс був поділений на 229 прямокутних ділянок під єдине селище. Спочатку його планували назвати Оленівкою на честь дружини Пеховського, згодом — Криничками — на честь криниці з капличкою, розташованої в Ірпінському лісі. Врешті зупинилися на назві Ворзель.
Першим купив ділянку у майбутньому Ворзелі комерсант Яків Шевелевич Оршанський з розташованого за два кілометри на південь села Михайлівка-Рубежівка. Ділянка Якова Оршанського простягалася від залізниці до сучасного санаторію «Перемога». В його руках у той час зосереджувалася торгівля усіма видами товарів для мешканців навколишніх поселень — від дьогтю до парфумів. Через деякий час Я. Ш. Оршанський побудував будинок, в якому розмістив невелику крамничку. Цей будинок стоїть і досі по вулиці Курортній, 76 навпроти бібліотеки. Поряд з крамницею комерсант збудував також невеличку пекарню. На той час купити земельні ділянки та побудуватися в новому селищі могли тільки досить заможні люди і до того ж обов'язково християнського віросповідання. Місцева влада пильно слідкувала за тим, щоб у новому селищі, яке знаходилося в безпосередній близькості від Києва, не селилися євреї, яких у роки столипінської реакції масово виселяли з Києва. Тому Я. Ш. Оршанському, який був євреєм, щоб оселитися у Ворзелі довелося відмовитися від своєї віри та прийняти християнство православного віросповідання. За це він зазнав переслідувань з боку інших євреїв.
Поруч із Ворзелем в урочищі Рокитне на землях, що належали землевласниці Лідії Кичеєвій, виникло дачне селище Кічеєве. Землевласниця поділила свій маєток на 258 ділянок (800—1600 саженів²) і продала по 20—40 коп. за 1 сажень². Згодом Кичеєве увійшло до складу Ворзеля, а нині існує залізничний зупинний пункт з такою назвою.
22 серпня 1941 року, в ході німецько-радянської війни, селище було тимчасово окуповане німецько-фашистськими військами. Більш ніж через два роки, 6 листопада 1943 року, селище без бою звільнили радянські війська.
15 липня 2018 року Патріарший намісник митрополит Переяславський і Білоцерківський Єпіфаній звершив чин освячення новозбудованого храму УПЦ КП на честь Святої рівноапостольної княгині Ольги.

### Російське вторгнення в Україну
25 лютого 2022 року, вранці, заступниця Міністра оборони України Ганна Маляр попередила, що російські окупанти можуть окупувати Ворзель. Під час ведення бойових дій окупанти обстріляли селище системами БМ-21 «Град», один із уламків влучив у будинок дитини імені Марка Городецького, в якому перебувало 50 дітей. Постраждалих не було, оскільки в момент обстрілу діти та персонал закладу перебували в інших приміщеннях.
З кінця лютого до 9 березня 2022 року Ворзель був заблокований російськими окупантами, більшість будинків залишились без світла, тепла і водопостачання. Лише 9 березня вдалося розпочати евакуацію місцевих мешканців, серед евакуйованих — композитор Ігор Поклад.
1 квітня 2022 року Ворзель було деокуповано.

## Походження назви

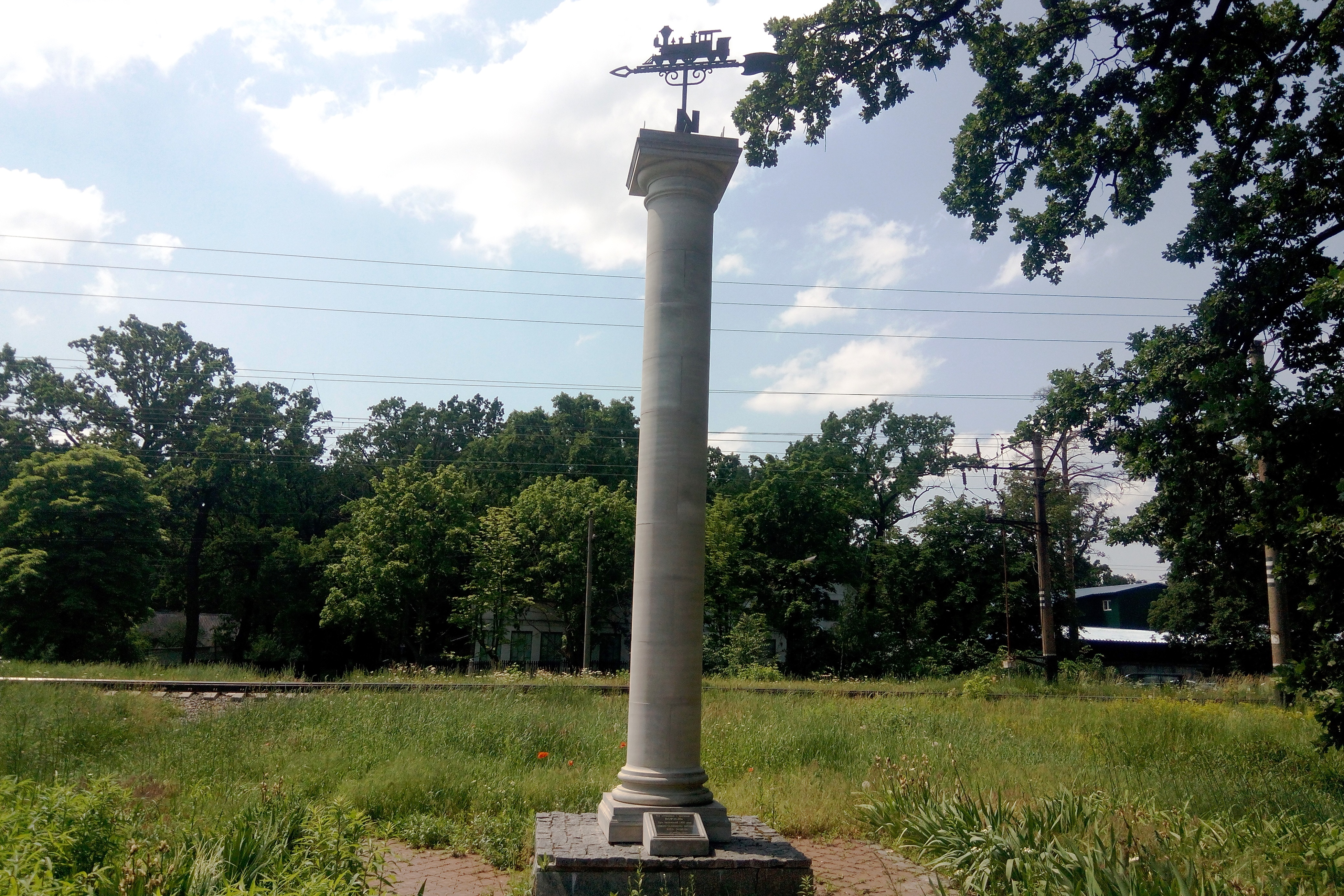
Колона на честь заснування Ворзеля (2010)

Щодо походження сучасної назви селища існує кілька версій. Найпрозаїчніша пов'язує її з цегляним заводом фон Верзеля (Вьорзеля), що був розташований неподалік і був викуплений незадовго до будівництва селища його співзасновником Пеховським. Назва сподобалася Пеховському ще й співзвучністю з французьким Версалем.
Існує і псевдонаукова версія. Як вважає історик Рибаков, раніше корінь «вор» в українській мові мав значення «межа» (згадаймо «воріття», «ворота», «ворожити» (виходити за межу), ворог (чужий, з-за межі)). Якщо перша частина слова означає «межу», то друга частина — зель — може бути ім'ям або прізвищем господаря, власника цієї межі. На користь цього припущення свідчить ще й той факт, що недалеко від цих земель була розташована німецька колонія. Тож цілком можливо, що землями сучасного Ворзеля колись володів якийсь німець на прізвище Зель.
Однак етимологія слів «вор», «ворота», «ворожити» зовсім інша (див. словник Фасмера).

## Населення
Станом на 11 травня 2023 року населення становило 5620 осіб[джерело?].

### Мова
Розподіл населення за рідною мовою за даними перепису 2001 року:
| Мова            | Кількість | Відсоток |
| --------------- | --------- | -------- |
| українська      | 5026      | 87.00 %  |
| російська       | 731       | 12.65 %  |
| білоруська      | 5         | 0.09 %   |
| вірменська      | 2         | 0.03 %   |
| болгарська      | 1         | 0.02 %   |
| угорська        | 1         | 0.02 %   |
| румунська       | 1         | 0.02 %   |
| інші/не вказали | 10        | 0.17 %   |
| Усього          | 5777      | 100 %    |

## Ворзель як курорт
Завдяки винятковим природно-кліматичним умовам Ворзель набув широкої популярності насамперед як оздоровча місцевість. Цьому значною мірою сприяли спостереження за позитивними результатами лікування осіб із захворюваннями серця та нервової системи, що їх провели академіки Микола Стражеско, Борис Маньковський та професор Феофіл Яновський. Вони називали Ворзель «українським Кисловодськом».
Кліматичний курорт Ворзель показаний для лікування серцево-судинних захворювань. Тут успішно використовують штучні водні процедури, озокеритолікування, кліматотерапію. Широко застосовуються лікувальна фізкультура, апаратна фізіотерапія, киснева терапія, лікувальне харчування тощо.
Санаторії курорту мають належну лікувально-діагностичну базу: функціонують клінічні та біохімічні лабораторії, кабінети функціональної діагностики, рентгенологічні, фізіотерапевтичні та масажні кабінети, ванні відділення, озокеритолікувальниці, зали лікувальної фізкультури, інгаляторії, аеросолярії тощо.

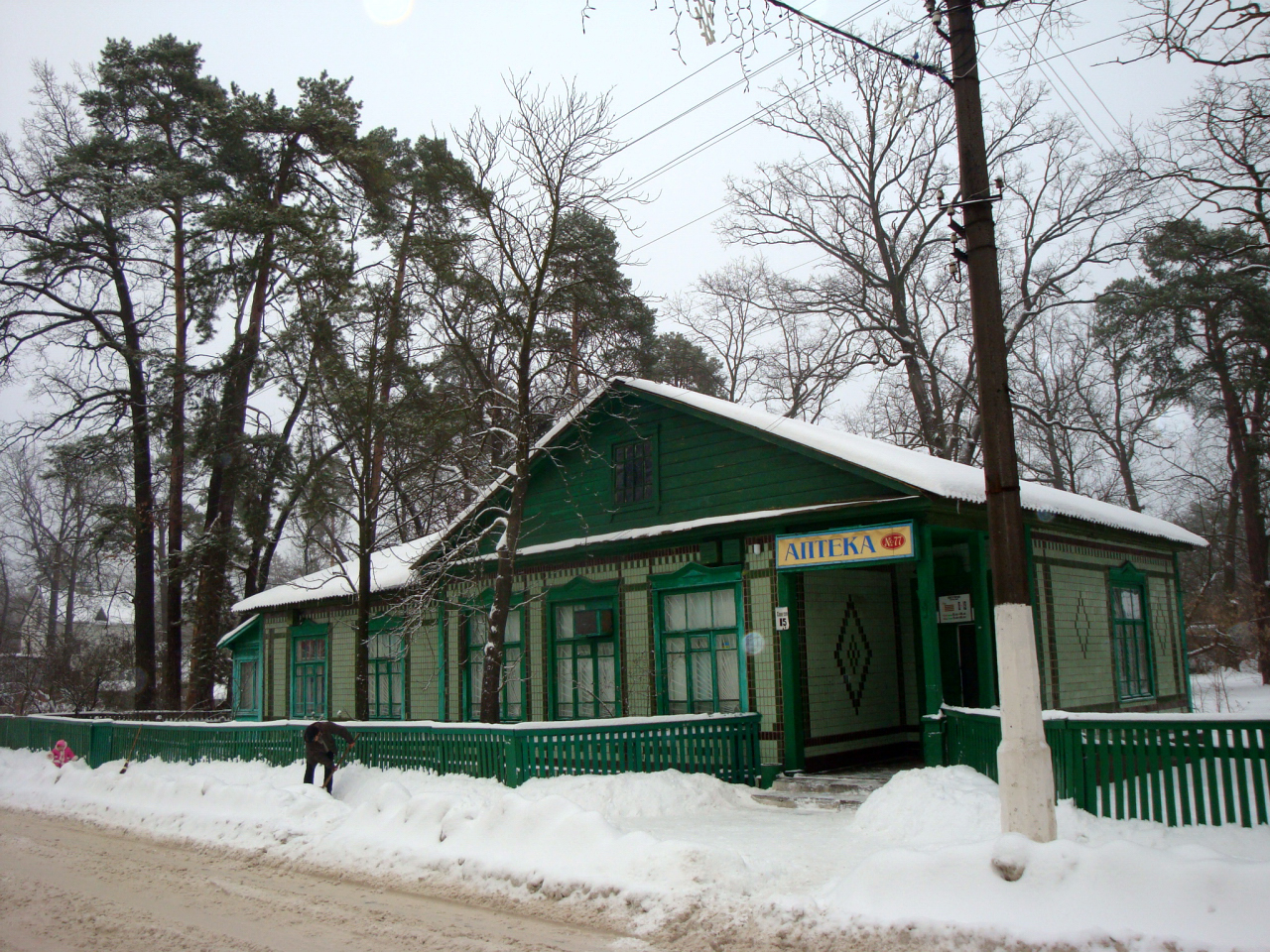
Аптека

У санаторіях курорту Ворзель з успіхом лікують ішемічну хворобу серця, атеросклероз вінцевих артерій серця, вади серця, гіпертонічну хворобу, гіпотонічну хворобу, дистрофічні захворювання міокарда, мікседему, цукровий діабет, ожиріння, неврози.
Перший ворзельський санаторій (нині — санаторій «Зірка») на 60 ліжок з водолікарнею було організовано 1932 року на базі пансіонату лікаря Ердрайха, що діяв з 1928 року, а з 1938 року Ворзель було оголошено республіканським курортом (всеукраїнського значення). У передвоєнні роки в оздоровницях селища вже налічувалося 4500 ліжок.
Під час німецької окупації майже усе господарство оздоровниць було знищене, проте з 1944 року почалося відновлення курорту, яке йшло дуже швидкими темпами. Під час літнього сезону 1949 року у Ворзелі функціонували 17 оздоровчих закладів на 2585 ліжок, а напередодні перебудови на початку 1980-х років у Ворзелі працювало вже 28 оздоровчих закладів на 7580 ліжок.
З приходом перебудови (1985) більшість організацій — власників оздоровчих закладів для дорослих та дітей стали не спроможні утримувати свої оздоровниці і тому чимало будинків відпочинку та піонерських таборів перестали існувати.
Нині у Ворзелі працюють 12 оздоровчих закладів, які продовжують курортні традиції, закладені в селищі з початку його існування.

## Клімат

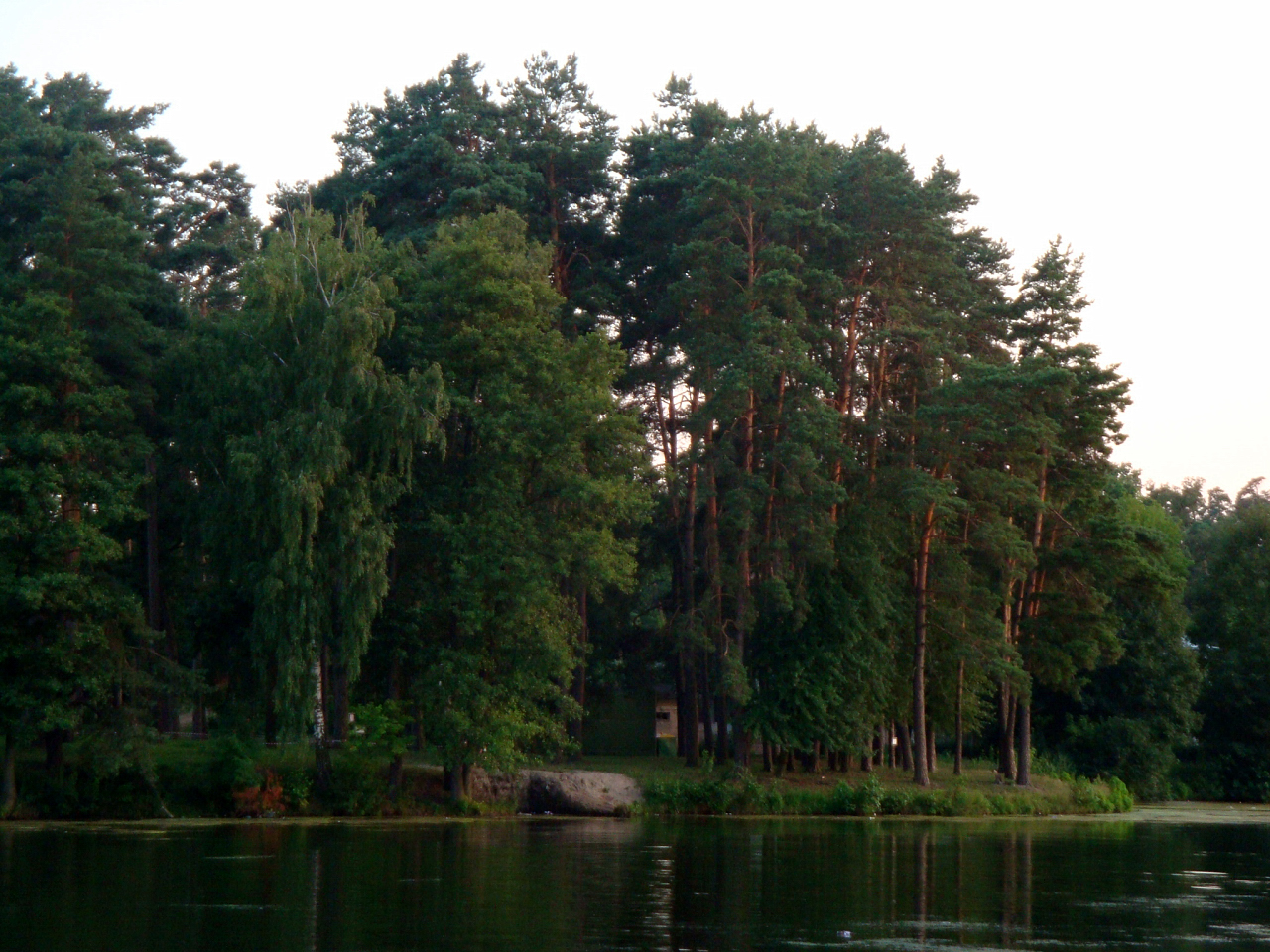
Ворзельський ставок

За своїми природними лікувальними ресурсами Ворзель — це рівнинний кліматичний курорт лісистої зони. Клімат помірно континентальний. Середня місячна температура повітря зимою становить — 4,3°С, весною +7,1 °C, влітку +19,1 °C, восени +7,4 °C. Абсолютний мінімум становить —32°С, а максимум +38 °C. Характерною особливістю ворзельського клімату є те, що літньої пори температура повітря вдень нижча ніж вранці. Це позитивно впливає на стан здоров'я відпочивальників.
Атмосферний тиск стійкий, середня річна величина його становить 996,8 гПа з різницею максимальної і мінімальної величин 11,6 гПа. Кількість сонячних годин за рік досягає 1400.
Середня річна швидкість вітру у Ворзелі невелика — 1,6 м/с, що пояснюється наявністю лісу.
Клімат курорту помірно вологий. Відносна вологість повітря коливається від 49 % влітку до 85 % взимку. У літні місяці відносна вологість повітря у Ворзелі вдень більше ніж у Києві на 7—12 %. Це пояснюється наявністю великих лісових масивів, збільшеною вологістю ґрунту та високим горизонтом ґрунтових вод.

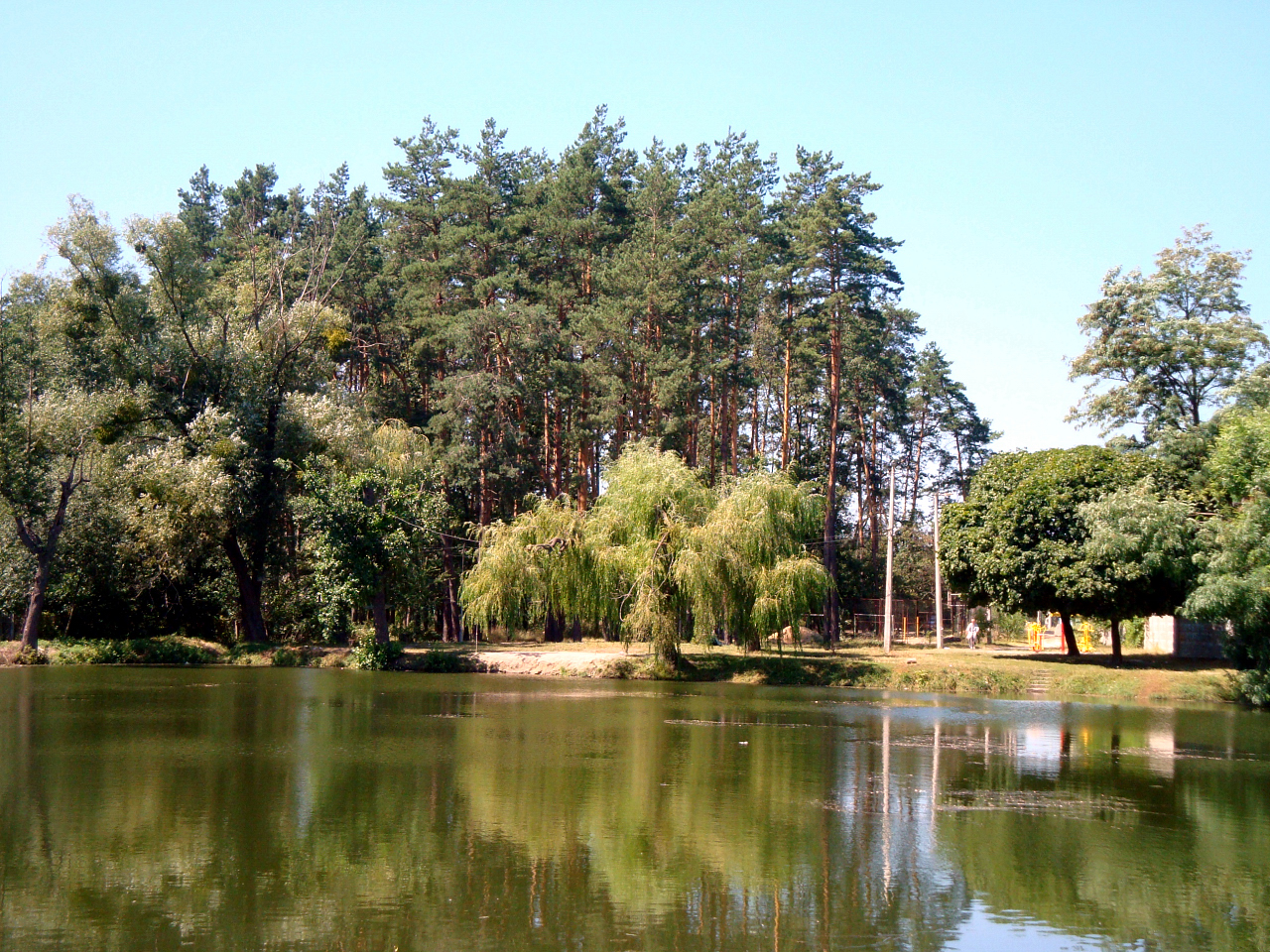
Криловське озеро в Кичеєві

Опадів випадає в районі селища в середньому близько 500 мл на рік. Під час опадів і після них водяна пара конденсується на частинках пилу, що знаходяться в повітрі (продукти неповного згоряння, пилинки, мікроорганізми тощо) і осідає разом з ними на поверхню ґрунту. Крім того, опади перешкоджають вивітрюванню ґрунтів, що в свою чергу теж зменшує запиленість та забруднення повітря. Це має велике значення для формування унікального ворзельського мікроклімату, який відрізняється збільшеною прозорістю атмосфери. Так, дослідження вчених свідчать, що у Ворзелі повітря влітку чистіше ніж у, наприклад, Ялті, де опади випадають переважно взимку. Факти свідчать, що в Ялті в 1 см³ повітря міститься 400 частинок пилу, а у Ворзелі — тільки 200.
Ці обставини, а також те, що хмарність у Ворзелі в літні місяці становить лише 50 % (в листопаді-грудні вона становить 83 %), призводять до того, що напруженість сонячної радіації у Ворзелі досягає значно більшого рівня, ніж у Ялті.
М'яка зима, тепла осінь і весна, тепле малодощове літо, часті сонячні дні, стійкий атмосферний тиск, помірно вологе повітря створюють у Ворзелі надзвичайно сприятливі умови для кліматичного лікування, а велика інтенсивність сонячної радіації при нижчій температурі повітря і відносній вологості дозволяє приймати геліопроцедури в сприятливішому для здоров'я режимі, ніж у Криму.

## Економіка
- Темп-3000

## Історичні пам'ятки та визначні місця

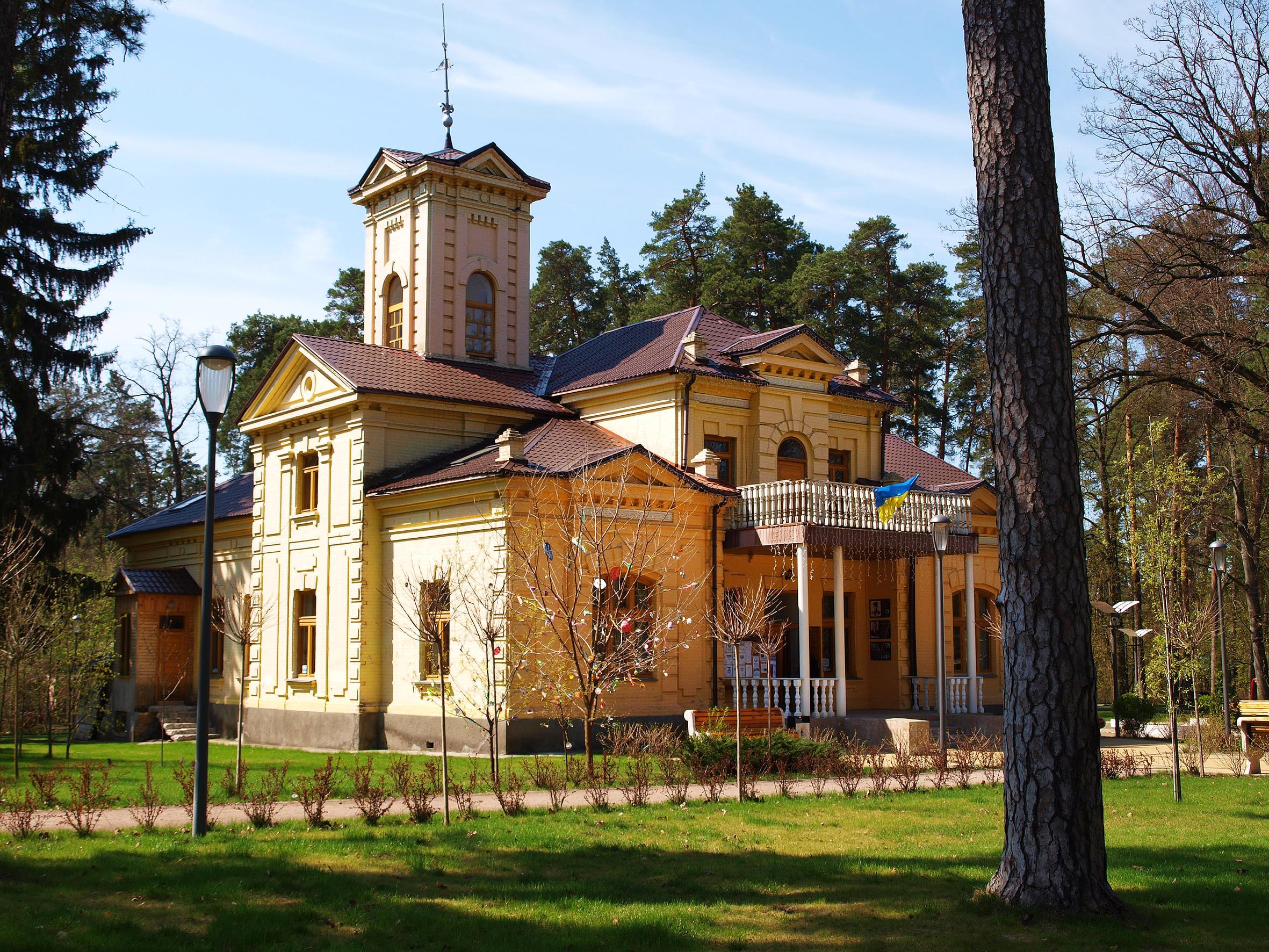
Будинок графині Уварової

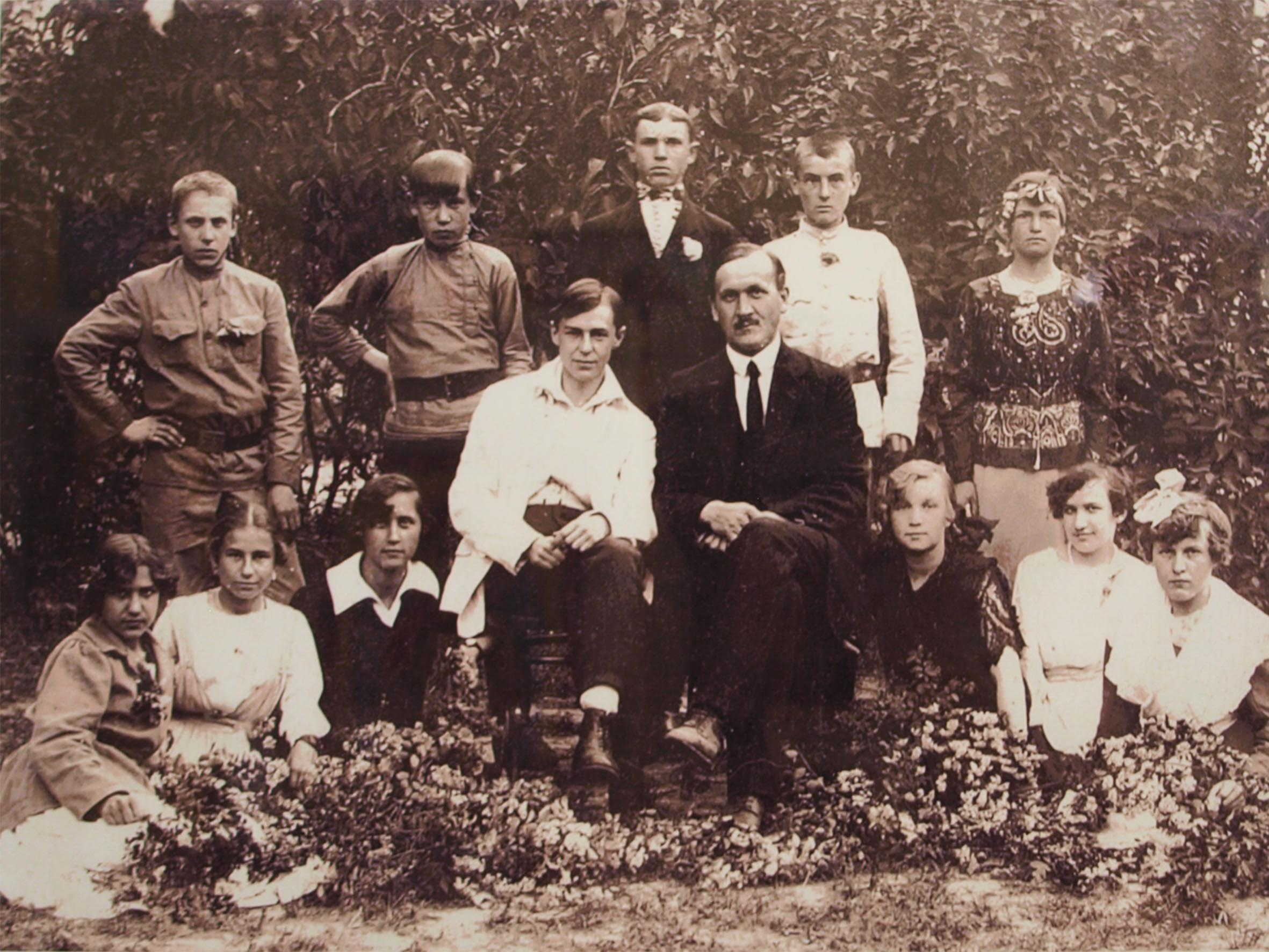
Валер'ян Підмогильний (у центрі зліва) й учні у ворзельській школі (1921)

Перелік основних історичних пам'яток та визначних місць селища Ворзель:
- Будинок поміщика Й. Пеховського — саме з його ініціативи та на його землях виник Ворзель. Нині в ньому живуть кілька сімей. Будинок знаходиться в жалюгідному стані, поступово розвалюється (вул. Яблунська, 2/18).
- Будинок Я. Оршанського, який першим придбав ділянку у Ворзелі.
- Окремі котеджі Будинку творчості композиторів — саме у цих котеджах були створені видатні музичні твори українських композиторів, наприклад опери «Тарас Шевченко» та «Ярослав Мудрий» Г. Майбороди, опера «Богдан Хмельницький» К. Данькевича, симфонії А. Штогаренка та чимало інших.
- Колишній будинок визначної української актриси Ганни Борисоглібської (на території Будинку творчості композиторів).
- Будинок українського композитора Бориса Лятошинського (вул. Кленова).
- Будинок одного з перших авіаторів Росії Георгія Горшкова, першого пілота першого у світі багатомоторного літака «Ілля Муромець — Київський». Його ім'я стояло поряд з іменами М. Н. Єфімова, С. І. Уточкіна, П. М. Нестєрова, а дружина Г. Горшкова була першою російською жінкою, яка піднялася у повітря на аероплані (вул. Курортна, 56).
- Будинок, в якому у 1921—1923 роках мешкав український письменник, жертва сталінських репресій Ввалер'ян Підмогильний. Тут були написані його твори «Остап Шаптала», «Собака» та деякі інші (вул. Курортна, 56)

1. Будинок російського націоналіста В. Шульгіна, нині — будинок Ощадбанку.
2. Будинок видатного письменника Ю. Збанацького. У ньому усе зберігається у такому вигляді, як було за його життя.

- Будинок письменника Дмитра Бедзика.
- Будинок графині Уварової, в якому за часів СРСР у шкільному кінотеатрі «Космос» відбувся прем'єрний показ фільму Олександра Роу «Легенда про Мальчиша-Кибальчиша».
- Будинок письменника Миколи Рудь, в якому був написаний роман «Не жди, не клич» (вул. Семеніївська).
- Тюльпанове дерево.
- Березовий гай.
- Пам'ятник полеглим під час німецько-радянської війни.
- Пам'ятник полеглим під час німецько-радянської війни (Кичеєвський цвинтар).
- Пам'ятник на місці будинку підпільників-героїв Н. та М.Білостоцьких.
- Могили ворзельських підпільників-героїв Н. та М. Білостоцьких та П. Трегубова (Кичеєвський цвинтар).

### Будинок Уварової
У будинку розміщений «Ворзельський центр творчості». «Уваровський дім», як його називають в народі, як і тюльпанове дерево, є символами селища. Цей будинок відомий київський промисловець і меценат Терещенко подарував своїй дочці. На початку XXI століття будинок реставрували з метою створення в ньому центру дитячої творчості і краєзнавчого музею.

## Релігія

#### Храм апостолів Петра і Павла
Храм святих первоверховних апостолів Петра і Павла, дерев'яний, однокупольний, був споруджений в селищі з часу його заснування. У 1930-х роках був зруйнований радянською владою. У 1993 році, за ініціативою жителів селища відродилось духовне життя релігійної громади Української православної церкви Московського патріархату, на честь небесних покровителів селища святих апостолів Петра і Павла. На початку духовного відродження богослужіння проходили в пристосованому приміщенні, а 2004 року — община розпочала будівництво нового храму, яке було завершено у 2007 році.
Нині це дворівневий храм, нижній храм присвячений на честь святого великомученика Йоана Сочавського, а головний, верхній, небесним покровителям Ворзеля — святим апостолам Петру і Павлу. При храмі збудована з каменю двоярусна дзвіниця, де на нижньому ярусі знаходиться каплиця на честь святителя Миколая в пам'ять всіх полеглих православних воїнів. За вівтарем знаходиться колодязь, над яким споруджено каплицю на честь мучениці Фотинії (Світлани) Самарянки. З південної сторони храму стоїть дерев'яна каплиця честь преподобного Серафима Саровського. Храм прикрашає величний з різьбленого дуба — іконостас.
В храмі знаходиться декілька святинь з Афону, Почаївської лаври, Жировицького чоловічого монастиря (Білорусь). Головною святинею храму є список з чудотворної ікони Пресвятої Богородиці «Всецариця» (Пантанасса), біля якої щонеділі служиться акафіст за здоров'я.
Храм знаходиться в центрі Ворзеля, навпроти залізничного зупинного пункту, по вулиці Курортній, 21. Община храму перебуває в юрисдикції УПЦ (МП).

### Свято-Преображенський храм
Ворзельський храм на честь Преображення Господнього споруджений у 2008—2010 роках. Храм належить належить до Бучанського благочиння Київської єпархії Православної церкви України.
11 грудня 2010 року церква була освячена Святійшим Патріархом Київським і всієї Руси-України Філаретом. Храм має багатий іконостас.

### Католицька семінарія Пресвятого Серця Ісуса
Створена в 1995 році. Складається з навчальних та спальних корпусів, храма, господарських приміщень. Також у селищі діє Костел святого Йоана Павла ІІ. Будівництво тривало у 2010—2013 роках.

## Природно-заповідні об'єкти
На території Ворзеля розташовані два природно-заповідні об'єкти: пам'ятка природи «Тюльпанове дерево» та лісовий заказник місцевого значення «Ворзельський» загальною площею 85,0 гектарів.

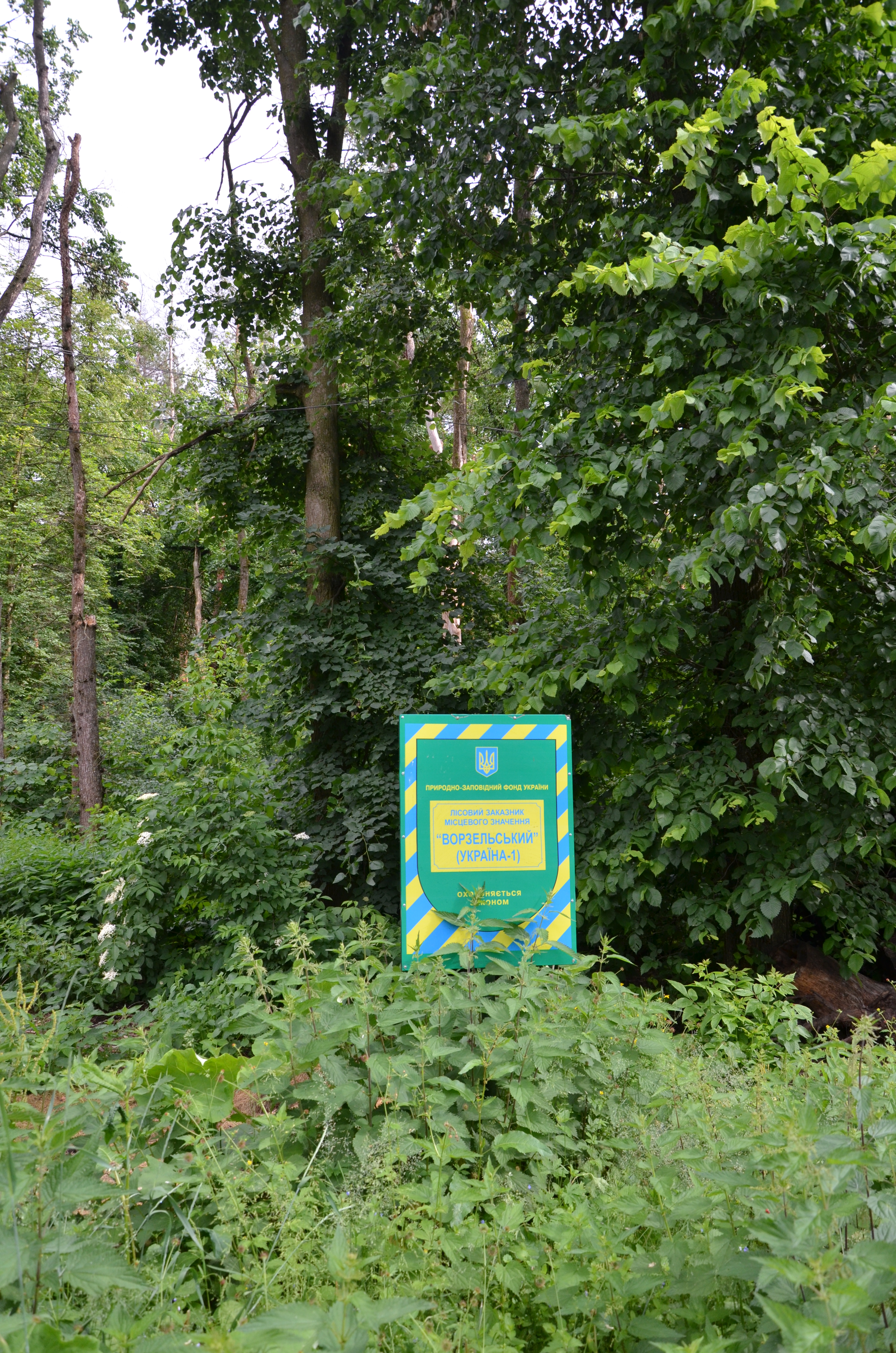
Лісовий заказник «Ворзельський»

### Лісовий заказник «Ворзельський»
20 листопада 2003 року рішенням Київської обласної ради № 133-10-XXIV оголошений і представлений унікальними лісовими масивами, як природного так і штучного походження з рідкісними рослинними угрупуваннями та рідкісними видами рослин.
У лісовому фонді представлені соснові, дубово-осикові, дубові та березові ліси. Ростуть також берези, липи, білі акації, клени, тополі, граби. Вік деревостану 100—150 років. Ростуть тут також кущі ліщини, брусниці, горобини. Серед рослинності є дикоростучі лікарські трави: звіробій, ромашка лікарська, спориш, м'ята, чебрець. Прямо на території санаторіїв можна назбирати повні кошики малини та полуниці. У Ворзелі багато грибів — сироїжки, польські, маслюки, підберезники, опеньки та ін. Багато рослин занесені до Червоної Книги: це конвалія, якої тут особливо багато, сон великий, ковила пухнолиста, латаття біле, глечики жовті. На західній околиці Ворзеля розкинувся надзвичайно красивий березовий гай — улюблене місце прогулянок відпочиваючих та місцевих жителів.
Заповідні об'єкти охороняються та обслуговуються Бучанською лісогосподарською установою.

### Тюльпанове дерево

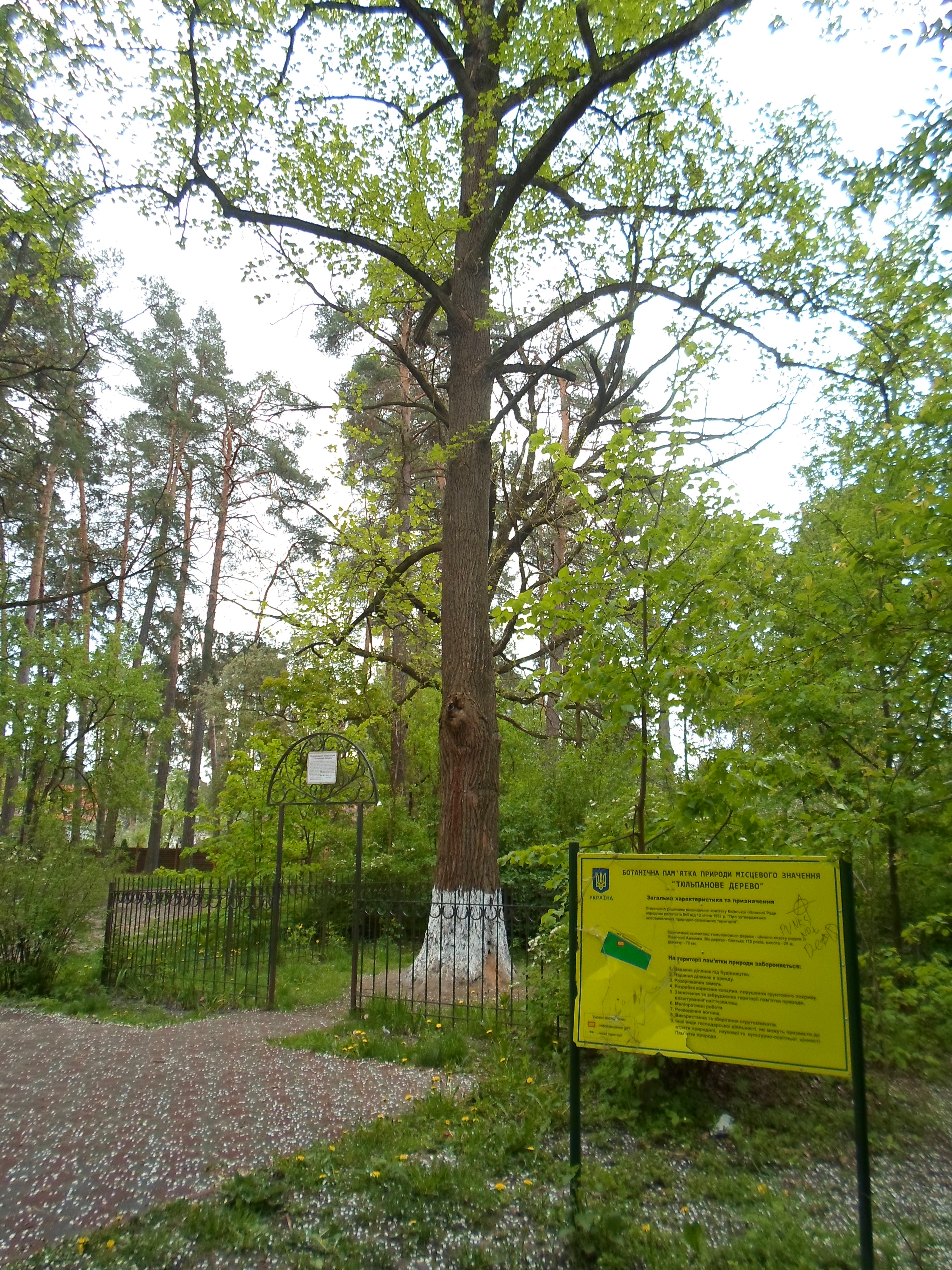
Ботанічна пам'ятка природи місцевого значення «Тюльпанове дерево»

У Ворзелі тюльпанове дерево, або ліріодендрон тюльпановий, з'явилося 1914 року в садибі секретаря Київської земської управи Жеребцова. Його посадили учні Мироцького (нині — Немішаєвського) ветеринарного технікуму. Тюльпанове дерево у Ворзелі — одне із найбільших в Україні. Його висота становить близько 30 м, а діаметр стовбура — понад 1 м.

## Персоналії
У Ворзелі проживали чимало видатних людей, а саме: Георгій Георгійович Горшков — один із перших військових льотчиків, підготовлених у Росії. Його ім'я стояло поряд із іменами М. М. Єфімова, С. І. Уточкіна, П. М. Нєстерова (на той час було лише дев'ять льотчиків).
У селищі мешкав російський націоналіст, антисеміт й українофоб Василій Шульгін, член Тимчасового комітету Державної думи. 2 березня 1917 року у складі комісії на чолі з Гучковим він виїхав до царської ставки і прийняв зречення імператора Миколи II. У цей час на сторінках революційної преси з ним у полеміку нерідко вступав Ленін.
Тут мешкав, лікуючись від туберкульозу, Євген Плужник — всесвітньо відомий український поет, представник Розстріляного відродження. Тут він сказав своїй дружині часто цитовані слова: «Ти знаєш, якщо дуже захотіти, можна і не вмерти… Я житиму. Я народився знову. І ти не моя дружина, ти моя наречена, бо життя починається вдруге». Після перебування у Ворзелі, де Плужник, попри тяжку хворобу, продовжував писати й навіть укладав з Валер'яном Підмогильним словник української ділової мови, він прожив ще 10 років, і жив би довше, якби не арешт 1934 року і заслання на Соловки за підозрою в націоналізмі. На Соловках, позбавлений лікарського нагляду, Євген Плужник помер. Його останніми словами були: «Я вмиюся, пригадаю Дніпро і вмру».
У Ворзелі часто відпочивав видатний композитор Борис Лятошинський, видатні актори Ганна Іванівна Борисоглібська (Сидоренко-Свидерська), Віра Юренєва, Іван Олександрович Мар'яненко (Петлішенко), видатні письменники Валер'ян Підмогильний, Дмитро і Юрій Бедзики, Юрій Збанацький, Юрій Гудзь. Нині у селищі живуть і працюють письменники та поети Юрій Бедзик, Вадим Шкода, Леонід Закордонець, Іван Кулінський, Тамара Кулінська, Михтодь Волинець.
У 1962 році Юрій Збанацький написав у Ворзелі повість для середнього шкільного віку «Курилові острови», в якій розгорнув картину життя дітей у школі-інтернаті. Повість вийшла друком у Києві в «Державному видавництві дитячої літератури УРСР» (Дитвидав) в 1963 накладом 40 000.
Ворзельську школу закінчив Пасічник Віктор Анатолійович (1976—2014) — старший лейтенант Збройних сил України, учасник російсько-української війни.

## Адміністрація
В планах адміністрації перетворити курортно-туристичну індустрію Ворзеля на основне джерело надходжень до місцевого бюджету. Генеральний план розвитку селища на найближчі двадцять років передбачатиме створення інфраструктури готельного, розважального і реабілітаційного напрямків.

## Галерея

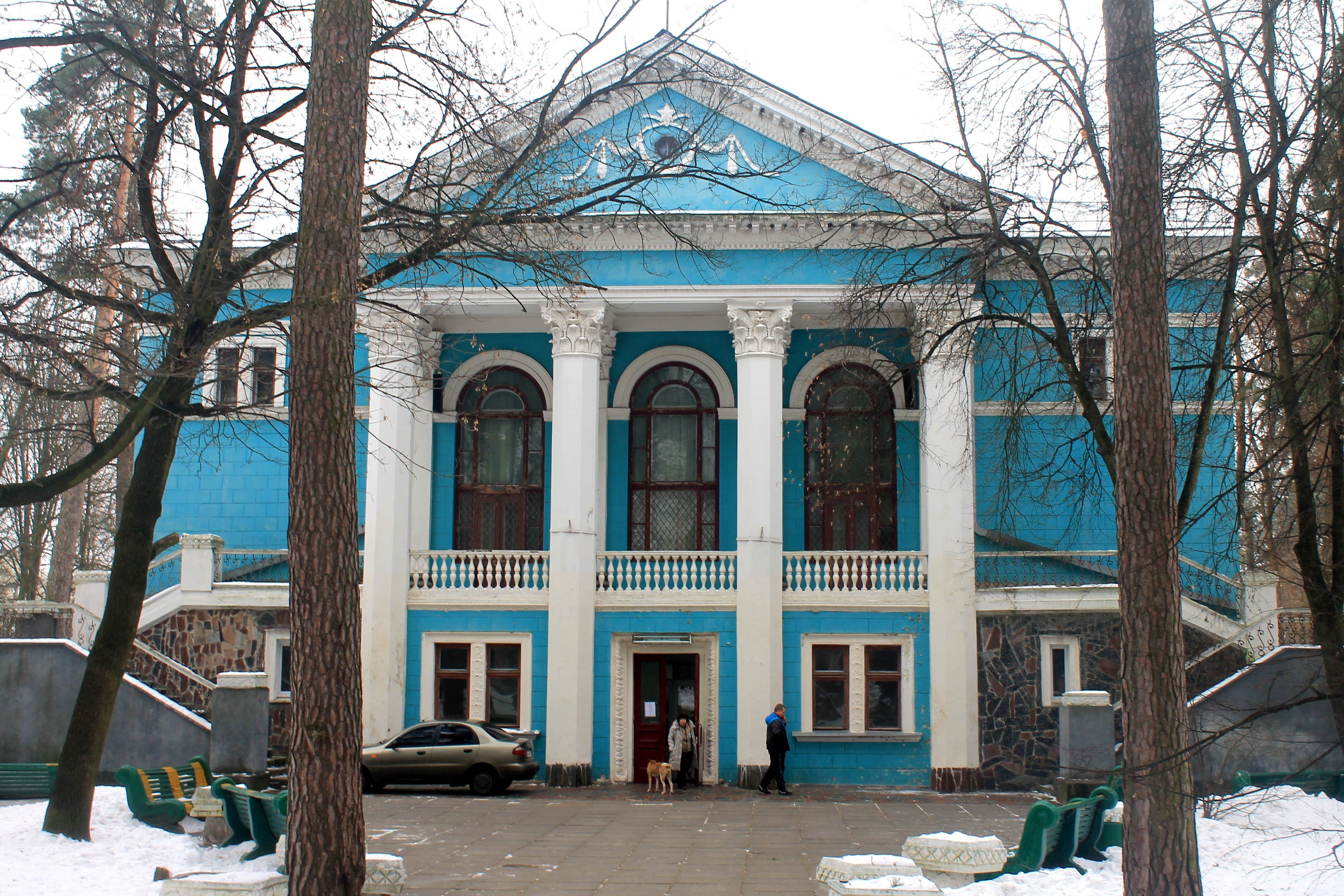
Санаторій «Україна»
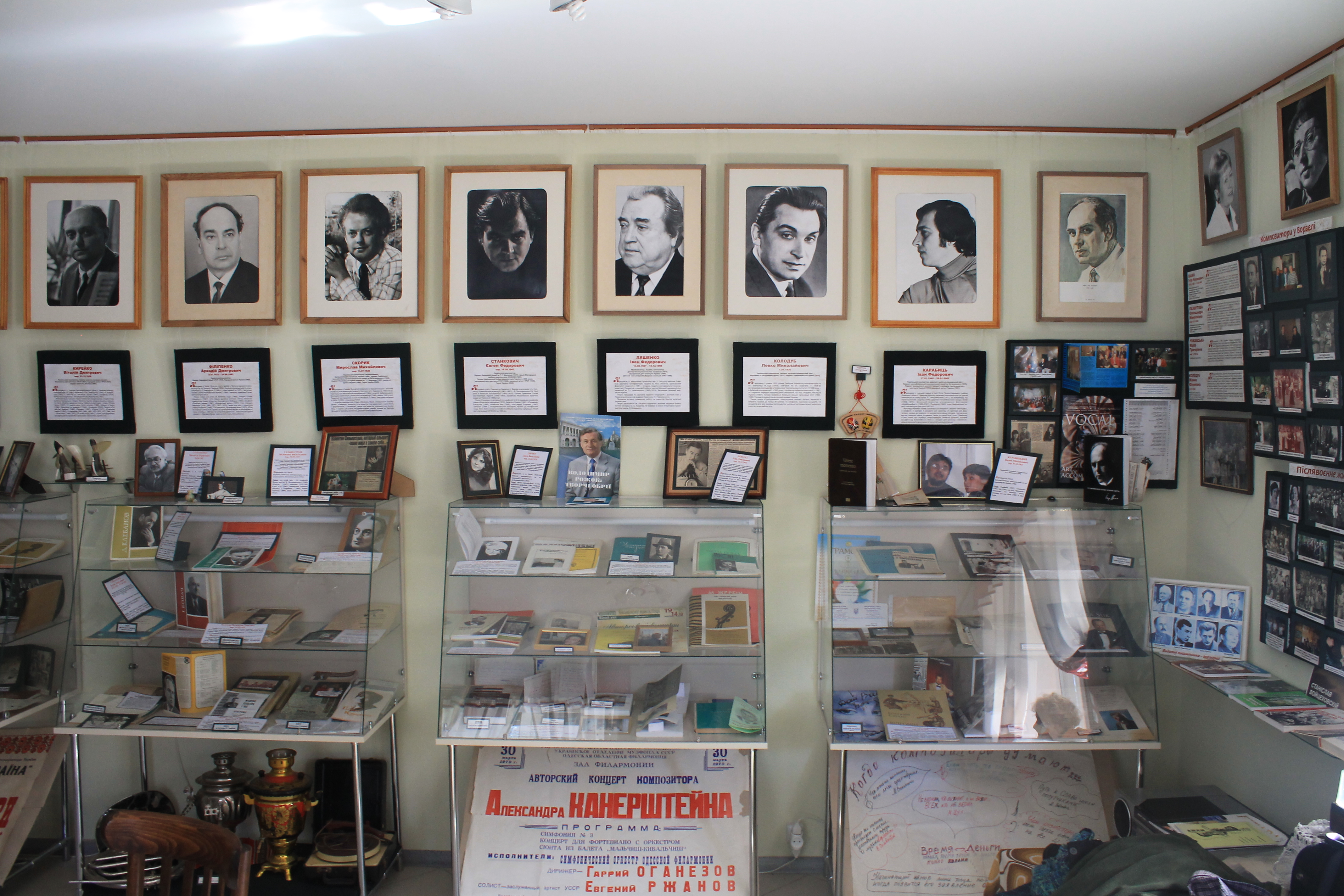
Музей музичної культури
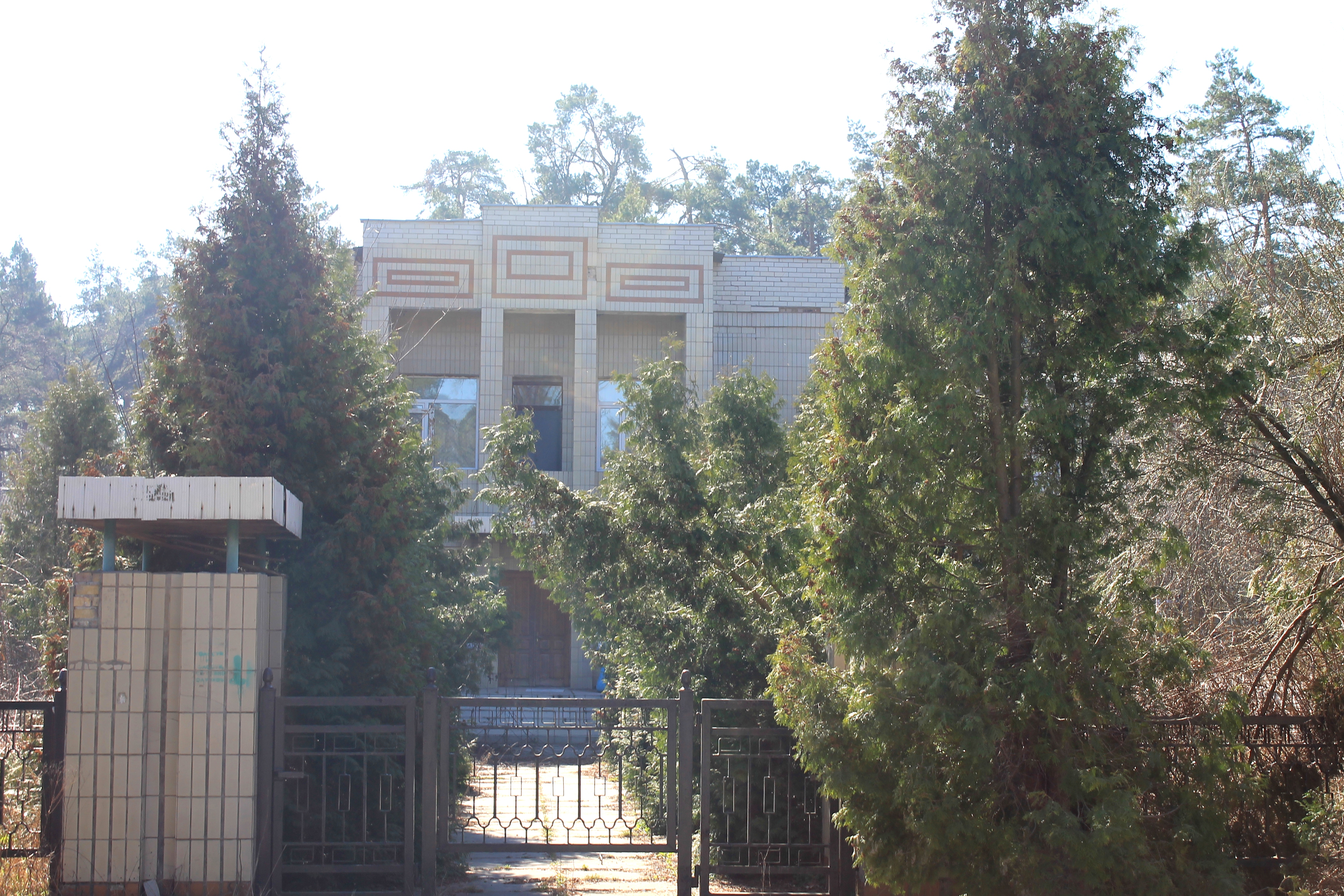
База відпочинку «Енергія»
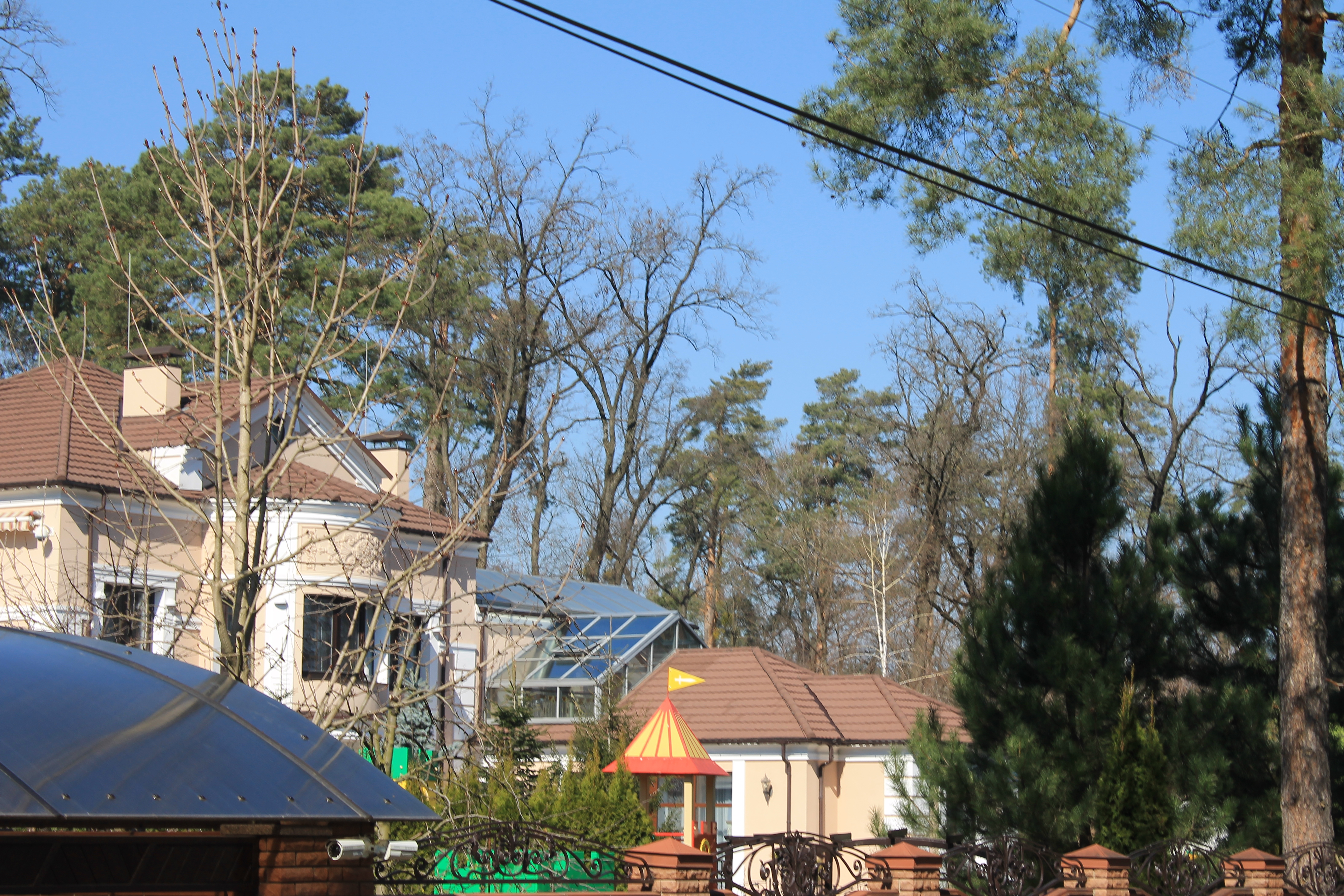
Типова садиба
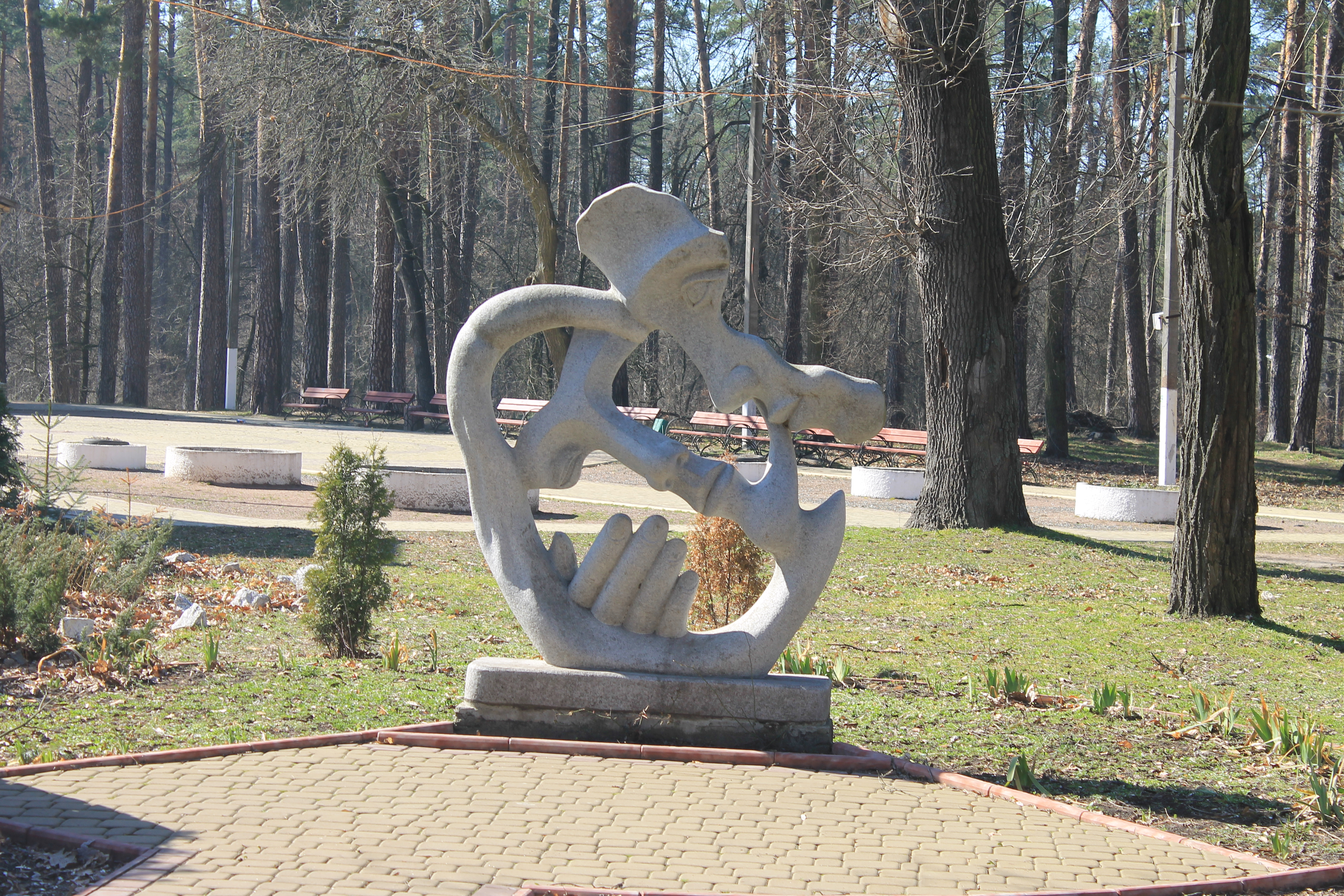
Скульптурна композиція
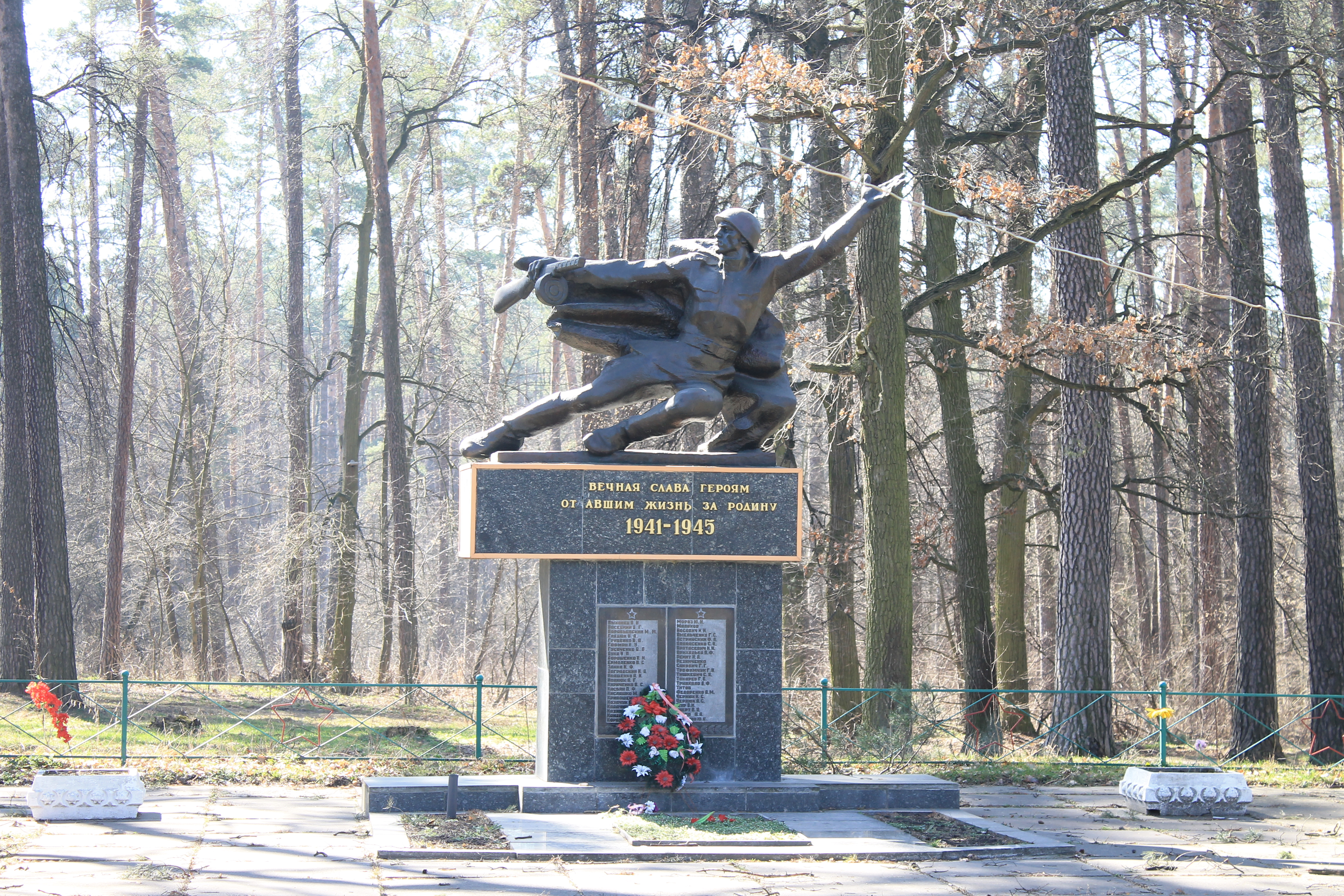
Пам'ятник зполеглим воїнам (скульптор Є. О. Карпов, архітектор О. К. Стукалов)
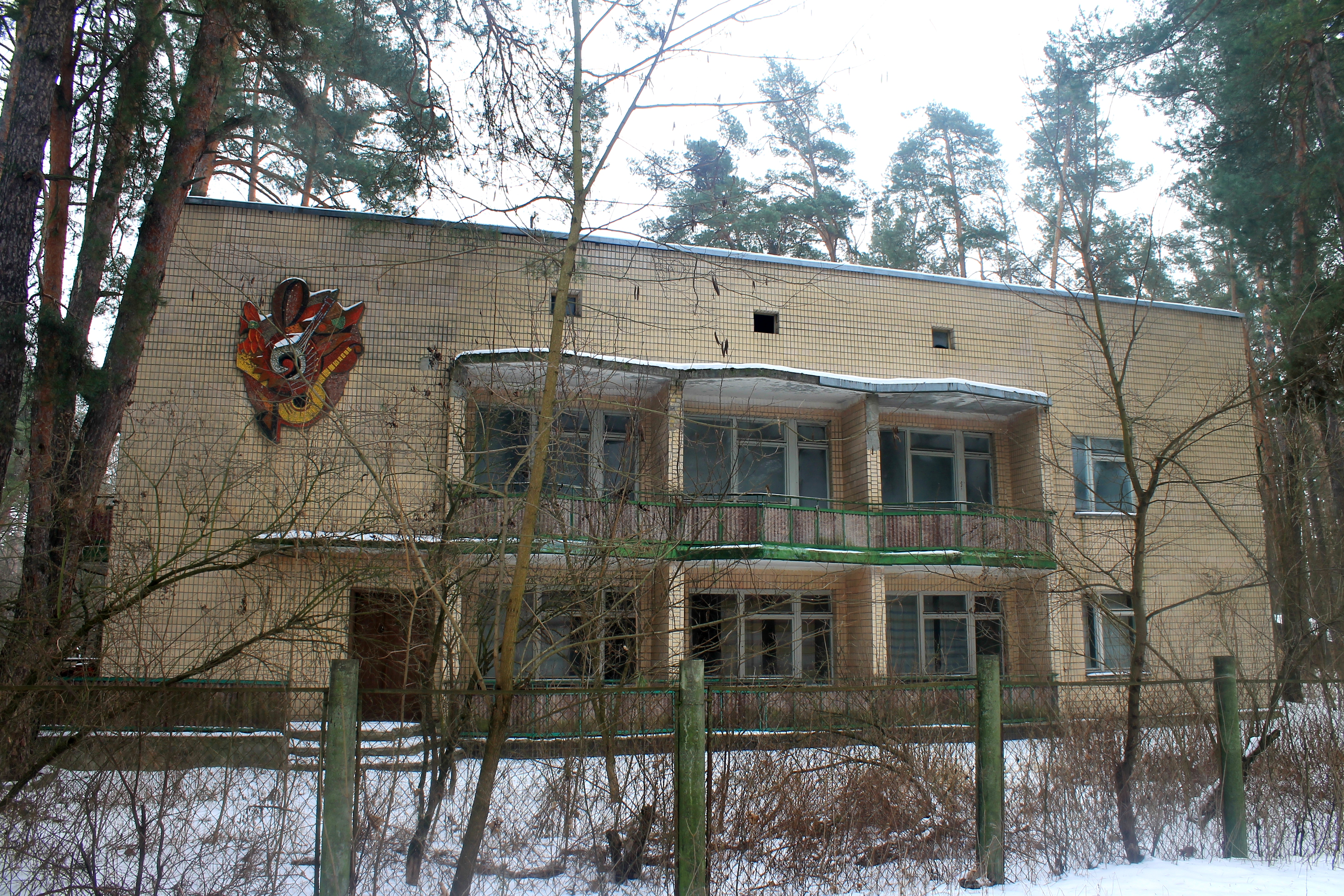
Будинок творчості композиторів
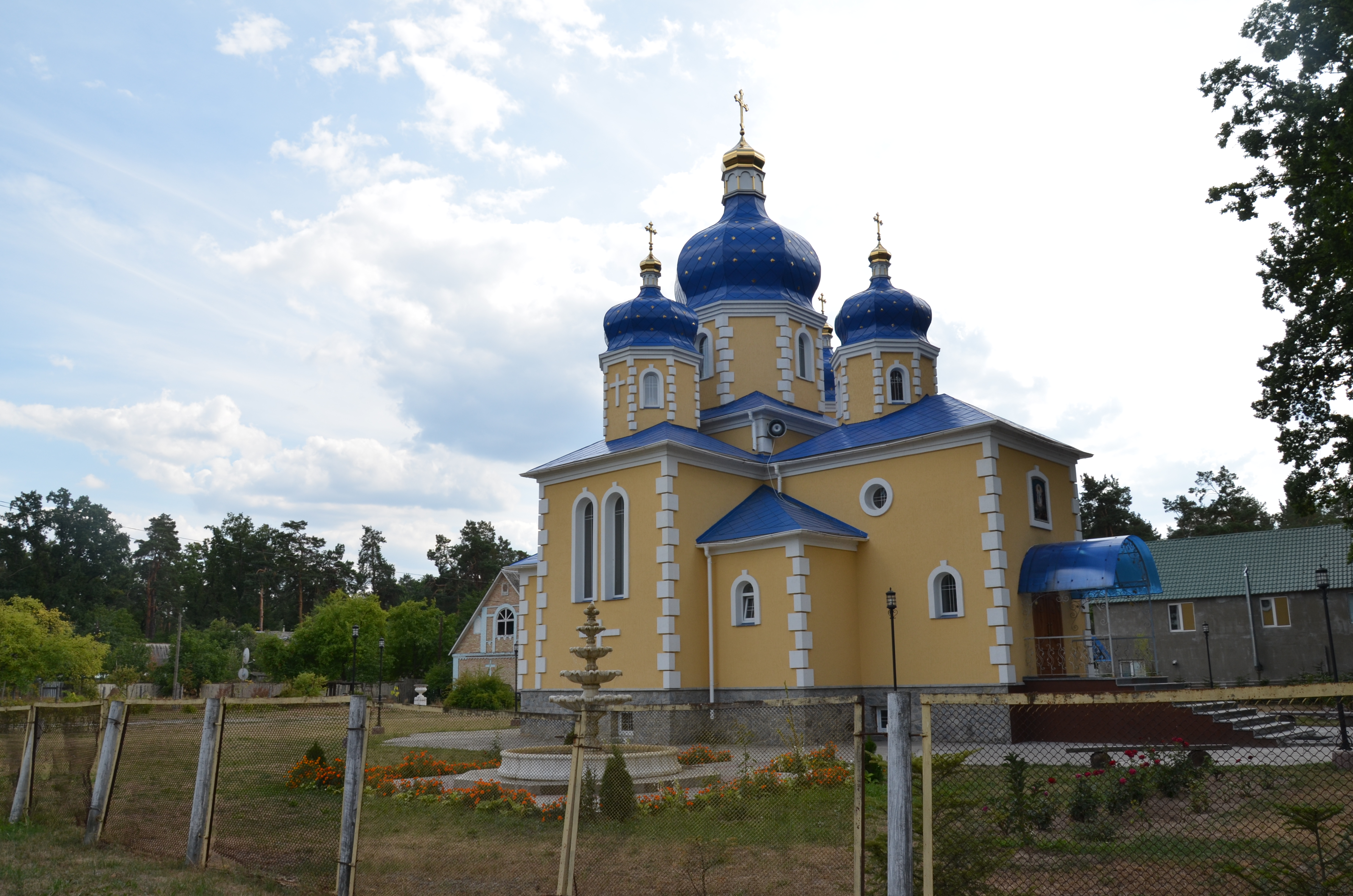
Православна церква
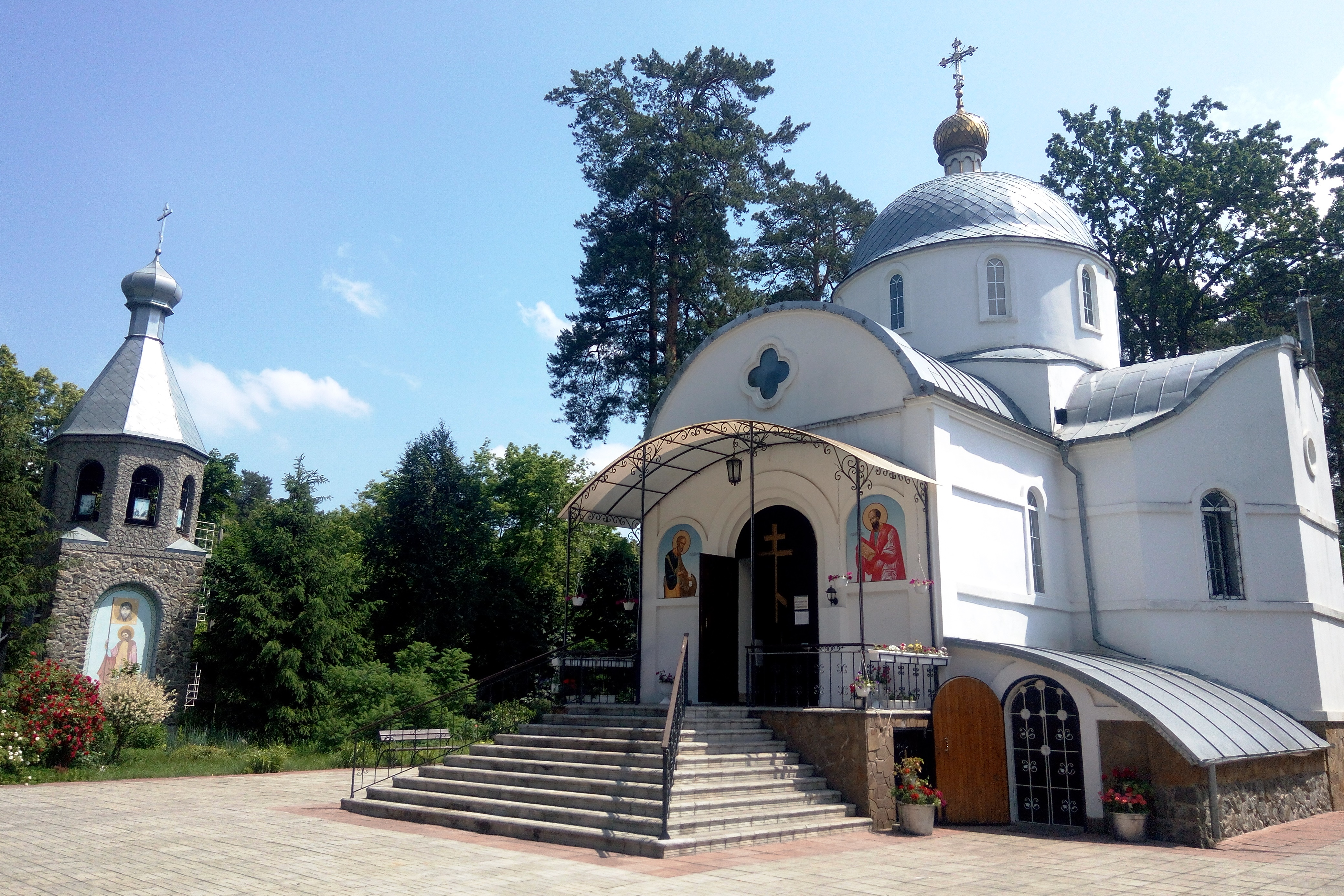
Церква Петра i Павла